# Wzgórza Loch Treig
Wzgórza Loch Treig – pasmo w Grampianach Centralnych, w Szkocji. Pasmo to graniczy z Pasmem Ben Nevis na zachodzie, z Wzgórzami Loch Laggan na północy, Wzgórzami Ben Alder na północnym wschodzie, West Drumochter na południowym wschodzie oraz z pasmem Rannoch Moor na południu. Najwyższym szczytem jest Stob Coire Easain, który osiąga wysokość 1115 m.
Najważniejsze szczyty:
- Stob Coire Easain (1115 m),
- Stob a’ Choire Mheadhoin (1105 m),
- Chno Dearg (1046 m),
- Stob Coire Sgriodain (979 m),
- Meall Garbh (976 m).